# Cymatosaurus
Cymatosaurus es un género extinto de sauropterigios pistosauroides. Apareció en el periodo Triásico temprano y desapareció en el Triásico medio (en las últimas etapas del Olenekiense y Anisiense), se distribuía en Alemania y los Países Bajos.